# Sofia Rotaru
Sofia Rotaru (tên đầy đủ - Sofia Mihailovna Rotaru-Evdokimenko, tiếng Romania: Sofia Rotaru, tiếng Ukraina: Софiя Ротару) là một ca sĩ, nhạc sĩ nhạc pop, nhà soạn nhạc, vũ công, nhà sản xuất băng đĩa, nhà sản xuất phim, nữ diễn viên, doanh nhân, nhà văn mang trong mình dòng máu Nga, Ukraina, Moldova và trước đây có quốc tịch Liên Xô. Sofia Rotaru được ghi nhận bằng một danh hiệu chung "Nghệ sĩ Nhân dân" của ba quốc gia Nga, Ukraina và Moldova, và cũng là người duy nhất được đến ba danh hiệu.

## Tên gọi
Trong những phim âm nhạc đầu tiên mà bà tham gia, Solovey iz sela Marshintsy (Chim sơn ca từ làng Marshintsy) và Chervona Ruta, tên bà được ghi là Sofija Rotar'. Ca sĩ Edita P'ekha đề nghị bà dùng âm trong tiếng Moldova với chữ "u" cuối cùng. Aurica Rotaru, chị bà và cũng là một ca sĩ, nói:
"Không một ai tưởng tượng rằng làng nơi chúng tôi sinh ra từng có thời thuộc đất Rumani. Sau chiến tranh, vùng này được nhập vào Ukraina và cha tôi gia nhập quân đội. Người ta nói các gia đình mang họ Moldova phải chuyển sang họ Nga. Chữ "u" bị bỏ đi thành Rotar', vì vậy gia đình chúng tôi mang họ Rotar' (Ротарь) với dấu mềm (ь) sau cùng. Còn họ thật là Rotaru..." 

## Thời trẻ
Sofia Rotaru sinh ngày 7 tháng 8 năm 1947 tại Marshintsy, Chernivtsi Oblast trong một gia đình tướng quân đội và làm nghề trồng nho. Bà là con thứ hai của gia đình có sáu người con. Người làm hộ chiếu đã ghi nhầm ngày sinh của bà là 9/8/1947 nên bà thường tổ chức sinh nhật trong cả hai ngày 7 và 9 tháng 8
Cha Sofia là Mykhail Fedorovich tham gia toàn bộ Thế chiến II, là một tay súng máy và đã tới Berlin. Bị thương, ông trở về làng và trở thành Đảng viên đầu tiên trong làng.
Ngày còn đi học, Sofia đã chơi thể thao, tham gia 5 môn phối hợp và điền kinh ở trường. Bà bắt đầu hát từ năm lớp một trong dàn đồng ca của trường và của nhà thờ. Bà rất thích nhà hát và tham gia vào lớp diễn kịch, hát những bài dân ca. Rotaru nói:
"Thật khó mà nói rằng âm nhạc đã xuất hiện trong cuộc đời tôi từ bao giờ và như thế nào. Dường như âm nhạc đã luôn luôn sống trong tôi. Tôi lớn lên trong âm nhạc, xung quanh tôi đâu đâu cũng vang lên giai điệu từ những đám cưới, dạ tiệc, vũ hội..."

Thầy dạy đầu tiên của bà là người cha Mykhail Fedorovich, chính ông vốn có khả năng nghe nhạc đặc biệt và một giọng ca rất hay từ thời còn trẻ. Ở trường bà còn học chơi đàn dây và phong cầm, tham gia các hoạt động nghệ thuật và đi biểu diễn ở các làng xung quanh. Sáu chị em Rotaru hợp thành một dàn đồng ca. Cha bà tin vào tương lai tươi sáng của con gái thứ 2 và thường nói bà sẽ trở thành nghệ sĩ. Niềm tin của ông tiếp sức mạnh cho lựa chọn hướng nghiệp của Sofia.

## Sự nghiệp
Bà nổi tiếng với giọng ca sâu, dày, trữ tình, vẻ hấp dẫn bên ngoài, và một sự thừa nhận về mặt xã hội và tín ngưỡng.

### Giai đoạn 1962-1967
Thành công đầu tiên của Sofia Rotaru bắt đầu năm 1962, khi bà 15 tuổi, với chiến thắng tại cuộc thi ở địa phương, sau đó bà giành giải nhất cấp tỉnh năm 1963 rồi đến thủ đô Kiev tham gia cuộc thi tài năng văn nghệ quần chúng toàn quốc Ukraina 1964 và giành chiến thắng ở giải này. Cũng trong năm 1964, lần đầu tiên Sofia được biểu diễn tại Cung Đại hội Kremli.
Vì việc giành giải toàn Ukraina, ảnh bà được đăng lên bìa tạp chí "Ukraina" số 27 năm 1965, nhờ đó người chồng tương lai của bà là Anatoly Evdokimenko - cũng rất say mê âm nhạc - đã đem lòng yêu Sofia khi trông thấy tấm hình của nữ ca sĩ hát hay và xinh đẹp. Anatoly Evdokimenko tốt nghiệp trung cấp âm nhạc, chơi kèn trumpet, có dự định thành lập một nhóm nhạc. Ông trở về quê tìm gặp Sofia. Ông thổi kèn trong dàn nhạc nhẹ sinh viên và lập cho Sofia một ban nhạc nhẹ. Trước đó các bài hát của Sofia hầu như chỉ được đệm bằng đàn vĩ cầm và đàn tsymbal. Từ đó, trong các buổi biểu diễn của Sofia Rotaru thường có các bài hát dân ca, nhưng được phối khí theo phong cách hiện đại. Ca khúc nhạc pop đầu tiên mà Sofia thể hiện là bài "Mẹ" (Мама) của Bronhevitsky.
Sau chiến thắng tại cuộc thi cấp quốc gia và tốt nghiệp phổ thông, Sofia Rotaru xác định con đường trở thành ca sĩ. Bà vào học tại khoa Chỉ huy - Hợp xướng trường Nhạc Chernovtsy.

### Giai đoạn 1968-1973
Năm 1968 Sofia Rptau ra trường. Bà được cử vào đoàn văn nghệ Liên Xô sang Bulgaria tham dự Liên hoan Thanh niên và Sinh viên thế giới lần thứ 9. Tại đây bà giành huy chương vàng và giải thưởng đầu tiên trong một cuộc thi của các bài hát dân gian với những ca khúc dân gian "Em đứng trên mỏm đá" (dân ca Ukraina), "Tôi yêu mùa xuân" (dân ca Moldova), "Valentina" (bài hát viết tặng Valentina Tereshkova, nữ du hành vũ trụ đầu tiên, khi ấy cũng có mặt tại Liên hoan).
Báo chí Bulgaria tràn ngập các tít lớn "Cô gái Sofia 21 tuổi đã chinh phục thủ đô Sofia". Chủ tịch Ban giám khảo Lyudmila Zykina nhận định: "Đây là một nữ ca sĩ có tương lai kì vĩ". Cùng năm đó, Sofia kết hôn với Anatoly Evdokimenko vừa học xong Đại học Chernivtsi và đến tháng 8 năm 1970 con trai của họ ra đời.
Rotaru bắt đầu con đường biểu diễn chuyên nghiệp từ năm 1971. Năm đó, đạo diễn Roman Alekseev làm bộ phim ca nhạc "Chervona ruta" (Червона рута) kể về mối tình giữa cô sơn nữ vùng Bukovina với chàng trai thành phố Donetsk. Sofia Rotaru được chọn vào vai nữ chính, bà cùng các ca sĩ khác thể hiện các bài hát của nhà thơ - nhạc sĩ Vladimir Ivasyuk, trong đó nổi nhất là bài "Chervona ruta". Bộ phim thành công vang dội, Sofia Rotaru nhận được lời mời về làm việc cho Nhạc viện Chernovtsy và thành lập một đoàn ca múa nhạc mang tên Chervona Ruta. Người chỉ đạo nghệ thuật của đoàn ca múa này chính là chồng bà Anatoly Evdokimenko. Về sau, Anatoly đã tốt nghiệp khoa Đạo diễn trường Đại học Văn hóa Kiev và trở thành người dàn dựng tất cả các chương trình biểu diễn của Sofia Rotaru.
Nhờ gặp gỡ với nhà thơ, nhạc sĩ Vladimir Ivansyuk mở đầu từ ca khúc "Chervona ruta", ông đã viết nhiều bài hát dành riêng cho Sofia và đoàn ca nhạc của bà, giúp bà trở thành ngôi sao ca nhạc. Những ca khúc đó được hát hàng nghìn lần trong các chương trình biểu diễn của Sofia Rotaru tại nhiều quốc gia trên thế giới.
Sofia trở nên quen thuộc với khán thính giả các đài phát thanh và truyền hình. Năm 1972, Sofia Rotaru cùng đoàn ca múa Chervona Ruta mang chương trình "Các ca khúc và vũ khúc dân tộc của đất nước Xô Viết" đi lưu diễn tại Ba Lan.
Năm 1973, tại Bourgas (Bulgaria), bà tham gia cuộc thi "Golden Orpheus" và giành được nó giải nhất với bài hát "Thành phố của tôi" do Yevgeny Doga sáng tác và bài hát tiếng Bulgaria "Cánh chim" của T. Ruseva và D. Demyanova. Cùng năm, bà được vinh danh nghệ sĩ Liên Xô. Bài hát trong vai diễn "Codri" và "Thị trấn của tôi" bằng tiếng Moldova đã được ghi lại trong bộ phim «Весенние созвучия — 73».

### Giai đoạn 1974-1979
Năm 1974, Sofia Rotaru tốt nghiệp Học viện Nghệ thuật Kishinev. G. Muzichesku và chiến thắng tại hội thi "Amber Nightingale" ở Sopot (Ba Lan), nơi bà biểu diễn "tưởng niệm" B. Rychkov và Vodograi Vladimir Ivasiuk. Trong một cuộc phỏng vấn bà nói rằng "điều quan trọng nhất cho một ca sĩ, đó là sự công nhận của công chúng và giải thưởng không mong muốn. Tôi là người biểu diễn đầu tiên của nhiều bài hát, một trong những nhà soạn nhạc yêu thích của tôi là Yevgeny Martynov".
Sự hợp tác với Yevgeny Martynov và nhà thơ Andrei Dementiev giúp Sofia Rotaru chiến thắng trong cuộc thi truyền hình "Ca khúc-74". Năm 1975, tại lễ hội "Ca khúc-75" Sofia Rotaru hát bài ca chung kết «Лебединая верность» và «Яблони в цвету». Năm 1976, Sofia Rotaru trở thành Nghệ sĩ nhân dân nước cộng hòa xã hội chủ nghĩa xô-viết Ukraina và là người giành giải thưởng mang tên Ostrovsky của Đoàn thanh niên cộng sản Ukraina.
Cũng trong năm 1976, công ty Munich «Ariola-Eurodisc GmbH» (Sony BMG Music Entertainment) của Tây Đức mời Sofia Rotaru sang thu đĩa. Bà là ca sĩ Liên Xô duy nhất được mời sang thu đĩa tại Tây Đức .
Năm 1977, bà giành giải thưởng của Trung ương Đoàn thanh niên cộng sản Liên Xô cho album "Sofia Rotaru hát các bài hát của Vladimir Ivasyuk". Trong năm 1979, bà có trên 20 buổi biểu diễn tại Đông Đức, Tây Đức, Nam Tư, Rumania, Italia... vì bà hát được bằng tiếng Đức, tiếng Pháp, tiếng Ý, tiếng Serbi...

### Giai đoạn 1980-1985
Năm 1980, Sofia Rotaru giành giải nhất tại cuộc thi âm nhạc quốc tế ở Tokyo (Nhật Bản) với bài hát "Lời hứa" (Обещание) của Nam Tư và được trao tặng Huân chương danh dự. Cùng năm, bà được mời đóng vai chính trong bộ phim truyện đoạt giải thưởng tại Liên hoan phim toàn Liên Xô "Tình yêu ơi, anh ở đâu?" (Где ты, любовь?).
Năm sau (1981), bà tiếp tục vào vai chính trong phim truyện "Tâm hồn" (Душа). Năm 1983, Sofia Rotaru được nhận danh hiệu "Nghệ sĩ Nhân dân Cộng hoà xã hội chủ nghĩa xô-viết Moldova". Cùng năm, Sofia Rotaru có 137 buổi biểu diễn tại các trang trại tập thể và cơ quan nhà nước ở Crimea. Bà được trao danh hiệu Nghệ sĩ nhân dân của Moldova.
Năm 1984, bài hát nổi tiếng Romatika - theo tiếng Moldova nghĩa là "lãng mạn" - được Sofia Rotaru trình bày tại lễ hội "Bài hát của năm". Rotaru được mời tham dự chương trình truyền hình Đông Đức và trình diễn bài hát bằng tiếng Đức tại đây.
Năm 1985, 2 album "Sofia Rotaru" và "Giai điệu dịu dàng" của bà bán chạy nhất trong năm với hơn 1 triệu bản, bà được Hãng sản xuất đĩa toàn liên bang Melodia trao tặng giải "Đĩa vàng". Tiếp đó bà được nhà nước xô-viết tặng huân chương "Tình hữu nghị các dân tộc".

### Giai đoạn 1986-1989
Giữa những năm 1980 là thời điểm quan trọng đối với bà. Do thử nghiệm các phong cách nhạc khác như pop, rock, rap, các bài hát dòng dân ca của Sofia Rotaru mỗi ngày một ít đi trong các chương trình biểu diễn. Album "Tự bạch về tình yêu" ra là album cuối cùng gồm những bài hát mang âm hưởng dân gian.
Chia tay với đoàn ca múa nhạc Chervona Ruta, bà tìm những hướng mới cho hoạt động nghệ thuật. Bà gặp nhạc sĩ Vladimir Matetsky và thành quả từ sự hợp tác của họ là những bài hát mang phong cách nhạc pop rock như "Hoa oải hương" (Лаванда), "Ánh trăng" (Луна, луна), "Từng có nhưng đã qua", "Thiên nga hoang dã" (Дикие лебеди), "Cô thôn nữ" (Хуторянка), "Cầu vồng ánh trăng" (Лунная радуга), "Trái tim vàng" (Золотое сердце), "Tháng chín đã về" (Засентябрило), "Cuộc đời của tôi - tình yêu của tôi" (Жизнь моя - моя любовь)... đã nhanh chóng chiếm tình cảm của người hâm mộ. Bà đã hợp tác với Matetsky suốt 15 năm và đem đến cho công chúng rất nhiều bài hát hay.
Ngày 11 tháng 5 năm 1988, vì những cống hiến xuất sắc cho đất nước trong hoạt động văn hoá nghệ thuật, Sofia Rotaru trở thành ca sĩ nhạc pop đầu tiên được tặng danh hiệu "Nghệ sĩ Nhân dân Liên Xô". Tuy nhiên, Sofia Rotaru tiếp tục hát những bài hát tiếng Ukraina và đã duy trì những bài hát này trong phần đầu của chương trình ca nhạc.

### Giai đoạn 1990-1999
Năm 1991, Sofia Rotaru biểu diễn chương trình kỷ niệm dành 20 năm hoạt động nghệ thuật của bà tại Moskva, được thực hiện dưới ánh đèn laser. Đó là chương trình "Hoa của Sofia Rotaru" tổ chức tại Thính phòng hòa nhạc Nhà nước Nga.
Sau khi Liên Xô tan rã, đất nước có nhiều khó khăn, nhưng Sofia Rotaru vẫn hoạt động không mệt mỏi trên con đường âm nhạc. Các đĩa CD nối tiếp nhau ra mắt: "Sofia Rotaru", "Hoa oải hương", "Những bài hát vàng 1985-1995", "Cô thôn nữ"... Năm 1995, Sofia Rotaru đóng vai chính trong bộ phim âm nhạc «Старые песни о главном» (đạo diễn Dmitry Fiks, nhà sản xuất Konstantin Ernst), biểu diễn bài hát «Каким ты был» (nhạc Dunayevsky, lời M. Isakovsky). Năm 1997, Sofia Rotaru đóng vai chính trong vở nhạc kịch «10 песен о Москве» (dự thảo Leonid Parfenov và Janeka Fayzieva), với bài hát «Москва майская» (âm nhạc AD và Pokrass DM, lời thơ của V. Lebedev-Kumach) biểu diễn cùng ban nhạc "Иванушки International».
Một sự kiện tạm thời ảnh hưởng tới sự nghiệp âm nhạc của bà trong thời gian ngắn. Ngày 16 tháng 9 năm 1997 mẹ Sofia Rotaru là Alexandra Rotaru mất ở tuổi 77 (sinh ngày 17 tháng 4 năm 1920), vì vậy bà liên tục hủy bỏ các buổi biểu diễn và lưu diễn theo lịch trình.
Những ca khúc Sofia Rotaru thể hiện trong các phim ca nhạc bà vào vai trở thành hit nhiều năm liền và bà tiếp tục đoạt các giải "Bài hát của năm": 
- 1996: "Đêm tình yêu" (Ночь любви) - L.Kvint, M.Denisov; "Trong trái tim anh không có chỗ cho em" (Нет мне места в твоём сердце) - V.Matetsky, M.Faibushevitch
- 1997: "Đôi mắt buồn của anh" (Твои печальные глаза) - V.Matetsky, L.Vorontsov; "Đã có thời" (Было время) - V.Matetsky, M.Faibushevitch; "Chiếc áo len" (Свитерок) - V.Matetsky, A.Shaganov.

Bà là người có số lượng bài hát kỷ lục lọt vào chung kết các cuộc thi "Bài hát của năm" - 72 ca khúc (trong suốt 34 kì thi bà tham dự, từ 1973 đến 2008).
Sofia Rotaru được công nhận là "ca sĩ nhạc pop xuất sắc nhất năm 1996", "ca sĩ xuất sắc nhất Ukraina dòng nhạc pop truyền thống năm 1999" với giải "Chim lửa vàng". Ngoài ra bà còn được nhận nhiều huận chương: huân chương "Cộng hoà" của Moldova năm 1997, huân chương "Thánh Nikolai anh minh" của Nga năm 1998, huân chương "Công chúa Olga" hạng Ba của Ukraina năm 1999. Bà trở thành công dân danh dự của nước Cộng hoà tự trị Krym (1997), công dân danh dự của thành phố Chernovtsy (1998) và thành phố Yalta.

### Từ năm 2000

Sofia Rotaru tại Kiev năm 2009.

Năm 2000, tại Kiev, Sofia Rotaru được công nhận là "Nhân vật của thế kỷ XX", "Ca sĩ xuất sắc nhất Ukraina thế kỷ XX", là "Giọng hát vàng Ukraina", "Người phụ nữ của năm". Cùng năm đó, Sofia Rotaru được trao giải thưởng "Ovation" danh cho đóng góp đặc biệt cho sự phát triển của nhạc pop Nga. Trong tháng 8 năm 2000 đã mở trang web chính thức của bà www.sofiarotaru.com.
Tháng 12 năm 2001, Sofia Rotaru đã ra mắt một buổi hòa nhạc solo mới để đánh dấu kỷ niệm 30 trong sự nghiệp nghệ thuật của bà mang tên "Cuộc sống của tôi tình yêu của tôi!".
Tổng thống Ukraina trước đây Leonid Kuchma và Tổng thống Nga Vladimir Putin đã trao giải thưởng cho Sofia Rotaru vào tháng 8 năm 2002 (trong sinh nhật lần thứ 55 của bà), ban cho bà cấp bậc cao nhất Anh hùng Ukraina cho "những cống hiến cá nhân xuất sắc trong bầu trời âm nhạc", và huân chương "Vì sự nghiệp Quốc gia".
Tháng 3 năm 2003 bắt đầu một giai đoạn mới trong chặng đường nghệ thuật của Sofia Rotaru từ buổi trình diễn solo trong phòng hoà nhạc lớn "Nước Nga" ở Moskva. Các bài hát bà biểu diễn là "Điệu nhảy trắng" (Белый танец), "Một Ukraina" (Одна калина), "Một mình trong cuộc đời" (Один на свете), "Em không ngoái lại" (Я не оглянусь), "Anh là trái tim em" (Сердце ты моё), "Bầu trời - ấy là tôi" (Небо - это я)... của các nhạc sĩ Oleg Makarevitch, Ruslan Kvinta, Konstantin Meladze, nhà thơ Vitaly Kurovsky...
Dấu ấn trong năm 2004 là 2 buổi biểu diễn solo của Sofia Rotaru tại Chicago và Atlantic City (Mỹ). Theo một cuộc thăm dò của các cơ quan đánh giá xã hội học, Sofia Rotaru là ca sĩ được yêu thích nhất tại Nga liên tiếp trong các năm 2004, 2005 và 2006.
Ngày 7 tháng 8 năm 2007, Sofia Rotaru kủ niệm sinh nhật lần thứ 60. Hàng trăm chính trị gia, người hâm mộ và các nghệ sĩ nổi tiếng từ khắp nơi trên thế giới đã đến Yalta chúc mừng bà. Bà được tổng thống Ukraina trao tặng huân chương "Vì phụng sự" hạng Hai.
Từ tháng 7 đến tháng 10 năm 2007 một loạt các show, gala kỷ niệm trọng thể sinh nhật thứ 60 người bà đã diễn ra tại Yalta (Ukraina), Sochi, Moskva (Nga). Đặc biệt tháng 10 năm 2007 tại điện Kremlin đã tổ chức những buổi trình diễn mừng Rotaru, với sự tham gia của các ca sĩ nổi tiếng của Nga như Alla Pugacheva, F. Kirkorov, I. Kobzon, L. Leshchenko, N. Babkin, LA Valley, VA Meladze, A. Varum, KM Orbakajte, M. Rasputin, N. Basque, V. Daineko.. và Ukraine như T. Povaly, Potap và Nastya Kamenskikh, Tanok...

## Hoạt động chính trị
Dù đã biểu diễn một số bài hát các ý thức hệ của Liên Xô như: "Lenin, Đảng, Komsomol", "Hành tinh ở Peril", nhưng Sofia Rotaru không mang một hệ tư tưởng chính trị đặc biệt.
Trong cuộc Cách mạng Cam ở Ukraina, Sofia Rotaru cùng gia đình mang thực phẩm cho những người đến Quảng trường Độc lập ở Kiev, bất kể quan điểm chính trị của họ.
Năm 2006 bà tham gia hoạt động trong cuộc bầu cử quốc hội tại Ukraina, vận động cho các đại biểu khối Lytvyn qua các chuyến lưu diễn từ thiện.

## Người hâm mộ
Câu lạc bộ người hâm hộ Sofia Rotaru được lập ra từ năm 1988 và tập hợp một đối tượng rộng của người hâm mộ cả ở Nga và nước ngoài «Фортуна». Ngày 30 tháng 9 năm 2000 những người hâm mộ trong câu lạc bộ đã mở trang web của mình.
Năm 2003 bắt đầu có cổng thông tin ROTARUNEWS mang nội dung gồm tin tức hàng tuần với những tin mới nhất về cuộc sống và công việc của Sofia Rotaru.

## Gia đình
- Cha: Mykhail Fedorovich Rotaru
- Mẹ: Alexandra Rotaru
- Các anh em trai: Anatoly và Eugene Rotaru
- Các chị em gái: Zinaida, Lydia và Aurica.
- Chồng: Evdokimenko Anatoly K., Nghệ sĩ nhân dân Ukraina (20/01/1942-23/10/2002)
- Con trai: Ruslan
- Con gái: Svetlana
- Cháu: Anatoly và Sofia.

Yalta là nơi ở chính của bà, đồng thời bà cũng sống ở Moskva và Kyiv, cũng như Baden-Baden.

## Các album đã phát hành
- 1972 София Ротару 1972
- 1972 Поёт София Ротару 1972
- 1972 Червона Рута
- 1973 Поёт София Ротару 1973
- 1973 Баллада о скрипках (альбом)
- 1974 София Ротару 1974
- 1975 София Ротару поёт песни Владимира Ивасюка
- 1977 София Ротару 1977
- 1978 София Ротару 1978
- 1980 Только тебе
- 1981 София Ротару 1981
- 1981 Песни из кинофильма «Где ты, любовь?» (album đôi)
- 1981 София Ротару и «Червона Рута» (album đôi)
- 1982 София Ротару 1982
- 1985 Нежная мелодия
- 1987 Монолог о любви
- 1987 Lavanda
- 1988 Золотое сердце

| - 1990 — София Ротару 1990 - 1991 — Караван любви (альбом 1991) - 1991 — Романтика - 1993 — Караван любви (альбом) - 1993 — Лаванда (альбом) - 1995 — Золотые песни 1985/95 - 1995 — Хуторянка - 1996 — Ночь любви (альбом) - 1996 — Червона Рута 1996 - 2002 — Я тебя по-прежнему люблю - 2002 — Снежная Королева - 2003 — Единому - 2004 — Течёт вода (tiếng Ukraina) - 2004 — Небо — это Я - 2004 — Лаванда, Хуторянка, далее везде... - 2005 — Я же его любила - 2007 — Туман - 2008 — Я — твоя любовь! - 2010 — Я не оглянусь |

## Phim đã tham gia

### Phim âm nhạc
- «Соловей из села Маршинцы» (1966)
- «Червона рута» (1971)
- «Песня всегда с нами» (1975)
- «Поёт София Ротару» (1978)
- «Музыкальный Детектив» (1979)
- «Червона рута, 10 лет спустя» (1981)
- «Вас приглашает София Ротару» (1985)
- «Монолог о любви» (1986)
- «Золотое сердце» (1989)
- «Караван любви» (1990)
- «Один День у Моря» (1991)
- «Старые песни о главном» (1996)
- «10 песен о Москве» (1997)
- «Безумный день, или Женитьба Фигаро» (2003)
- «Снежная королева» (2005)
- «Сорочинская Ярмарка» (2005)
- «Метро» (2006)
- «Звёздные каникулы» (2007)
- «Королевство кривых зеркал» (2007)
- «Золотая Рыбка» (2009)

### Phim nghệ thuật
- 1980 — Где ты, любовь?
- 1981 — «Душа»

## Đánh giá
Một giọng hát trời phú với âm vực rất khoẻ rất rộng, vừa có bề dày vừa có chiều sâu. Sự nghiệp của bà là một dấu son với những thành công trên sân khấu âm nhạc trên thế giới và nhiều tranh cãi mà bà đã gây ra đối với các nước Đông Âu và Liên Xô trước đây. Bà được báo chí mệnh danh "Nữ hoàng nhạc Pop" và "Đây là tất cả những gì chúng ta có".
Cho đến nay, Sofia Rotaru đã thể hiện hơn 400 ca khúc bằng các thứ tiếng Nga, Moldavia, Ukraina, Bulgaria, Serbia, Ba Lan, Italy, Anh, Đức.... Có ý kiến cho rằng sức thu hút của Sofia Rotaru ở lòng thủy chung với phong cách dân gian, từ phong cách nghiêm ngặt đến giọng ca khoáng đạt, ở lựa chọn tiết mục – đó phải là những ca khúc có giai điệu dễ thuộc và lan tỏa chất trữ tình, trong đó, nhất thiết không được để có một chữ thừa trong ca từ. Như những lần làm việc với nhạc sĩ sáng tác, Sofia Rotaru chỉ ra một điều kiện có tính đúc kết: "Một câu chuyện nho nhỏ chứa đựng cả một thế giới cảm xúc, có kịch tính và có nhân vật cụ thể".

## Giải thưởng

### Liên Bang Xô Viết
- Huân chương Danh Dự (1980).
- Huân chương Tình hữu nghị các dân tộc (1985).
- Giải thưởng Đoàn Thanh Niên Cộng sản Lê Nin (1978) – dành cho những nghệ sĩ tích cực tuyên truyền các bài hát Liên Xô.

### Ukraina
- Anh hùng Ukraina (cùng Huân chương Vì sự nghiệp quốc gia, 2002 – Nhà nước Ukraina dành tặng những cá nhân có đóng góp vĩ đại trong sự nghiệp phát triển nghệ thuật, bảo tồn nền văn hóa dân tộc và tăng cường tuyên truyền các bài hát dân ca Ukraina).
- Kỷ niệm chương danh dự của Tổng thống Ukraina (1996).
- Huân chương Công chúa Olga hạng III (1999) – dành cho những cá nhân có đóng góp lớn trong sự nghiệp phát triển các ca khúc nghệ thuật, hoạt động nghệ thuật hiệu quả và kỹ năng chuyên nghiệp.
- Huân chương Công chúa Olga hạng I (2002) – dành cho những cá nhân có thành tích lao động xuất sắc, kỹ năng chuyên nghiệp (Nhân dịp kỷ niệm Ngày quốc tế về các quyền của phụ nữ và hòa bình).
- Huân chương Vì sự nghiệp quốc gia hạng II (2007) – dành cho những đóng góp quan trọng cho sự phát triển nghệ thuật âm nhạc Ukraina, kỹ năng chuyên nghiệp và hoạt động nghệ thuật hiệu quả.

### Moldovia
- Huân chương Cộng Hòa (08/08/1997)- dành cho thành tích xuất sắc trong hoạt động nghệ thuật, những đóng góp quan trọng cho phát triển và phát huy nghệ thuật âm nhạc và kỹ năng chuyên nghiệp.

### Liên Bang Nga
- Huân chương Danh dự (2002) – dành cho những đóng góp to lớn trong sự phát triển nghệ thuật âm nhạc và tăng cường mối quan hệ văn hóa Nga – Ukraina.